# Bradysia umesaoi
Bradysia umesaoi är en tvåvingeart som beskrevs av Mitsuhiro Sasakawa 1962. Bradysia umesaoi ingår i släktet Bradysia och familjen sorgmyggor.
Artens utbredningsområde är Thailand. Inga underarter finns listade i Catalogue of Life.